# Trygóna (ort i Grekland, Trikala)
Trygóna är en ort i Grekland.   Den ligger i prefekturen Trikala och regionen Thessalien, i den centrala delen av landet, 280 km nordväst om huvudstaden Aten. Trygóna ligger 815 meter över havet och antalet invånare är 394.
Terrängen runt Trygóna är huvudsakligen kuperad, men den allra närmaste omgivningen är bergig. Runt Trygóna är det mycket glesbefolkat, med 6 invånare per kvadratkilometer. Närmaste större samhälle är Metsovo, 19,9 km väster om Trygóna. 